# Heinrich von Carro
Heinrich von Carro, auch Heinrich de Carro, (7. August 1871 – nach 1941) war ein österreichischer Theaterschauspieler.

## Leben
Carro begann seine Karriere unter der Direktion seines Onkels Carl von Carro am Kurhaustheater in Göggingen bei Augsburg. Danach war er an mehreren österreichischen und deutschen Provinztheatern im humoristischen und Charakterfach tätig. 1897 wurde er Mitglied des Raimundtheaters in Wien. 1900 verließ er dieses und war ab da bis mindestens 1902 nur noch gastierend tätig. Zu seinen Hauptrollen zählten unter anderem „Bruder Martin“, „Ollendorf“, „Valentin“ und „Gaspard“.
Am 7. August 1941 feierte er seinen 70. Geburtstag.
Sein Onkel war der Schauspieler Carl von Carro.